# بیمارستان نبی اکرم (خنج)
بیمارستان نبی اکرم واقع در استان فارس، شهرستان خنج بیمارستانی است دانشگاهی و درمانی وابسته به دانشکده علوم پزشکی لارستان با ظرفیت ۴۳ تخت ثابت که در سال ۱۳۷۱ خورشیدی تأسیس گردید.
هم اکنون این بیمارستان دارای بخش‌های اتاق عمل، اورژانس، پست پارتوم، تالاسمی، زایشگاه، دیالیز، لیبر،  CCU، ارتوپدی، داخلی، نوزادان، جراحی چشم، جراحی عمومی، جراحی زنان و زایمان، اطفال، روانپزشکی و دیگر واحدهای پاراکلینیکی و درمانگاهی می‌باشد.